# CD16
CD16 (cluster de différenciation 16) ou FcγRIII est un récepteur de faible affinité de la partie constante Fc des immunoglobulines (Ig) de types G et est donc présent à la surface de nombreuses cellules de l'immunité innée comme les lymphocytes NK, les macrophages, les monocytes ainsi que les neutrophiles.

## Fonction
En tant que récepteur Fc, CD16 intervient dans la cytotoxicité dépendante des anticorps (ADCC).
Ce mode de reconnaissance des antigènes par les cellules du système immunitaire est donc indirect et nécessite une opsonisation préalable par des IgG fixés sur le pathogène. La fixation de CD16 sur la partie constante Fc conduit à la réponse immunitaire de la cellule possédant CD16, et entraine la lyse de l'antigène opsonisé.

## Les différentes molécules CD16
Deux CD16 ont été identifiés, bien qu'ils possèdent de nombreuses homologies.

### CD16a ou FcγRIIIa
Le récepteur Fc gamma de Type 3a est une protéine de 290 acides aminés. Son gène est situé sur le chromosome 1 (1q23), formé de 8,27 kb et de 5 exons. C'est une protéine transmembranaire formée d'une séquence signal, retirée lors de la maturation de la protéine, de deux domaines extracellulaires de type immunoglobuliniques, d'un domaine transmembranaire de type I et d'une courte queue cytoplasmique.

### CD16b ou FcγRIIIb
Le récepteur Fc gamma de Type 3b est une protéine de 233 acides aminés. Son gène est situé sur le chromosome 1 (1q23), formé de 8,17 kb et de 5 exons. C'est une protéine extra-cellulaire composée d'un peptide signal de 16 acides aminés retiré lors de la maturation de la protéine, de deux domaines de type immunoglobuliniques de type C2, d'un domaine N-term extracellulaire, et d'une ancre glycosylphosphatidyl. Elle est rattachée à la membrane par un Glycosylphosphatidylinositol. Il existe aussi un récepteur soluble, obtenu par clivage protéolytique, impliqué en cas de transfusions sanguines. 

C'est aussi le récepteur Fc à IgG le plus commun chez les leucocytes.

## En médecine
Une mutation du gène entraîne un déficit immunitaire lié à un mauvais fonctionnement des lymphocytes NK.